# Danioninae
La sottofamiglia Danioninae comprende 314 specie di pesci d'acqua dolce appartenenti alla famiglia Cyprinidae.

## Generi
- Amblypharyngodon
- Aspidoparia
- Barilius
- Betadevario
- Boraras
- Cabdio
- Chela
- Chelaethiops
- Danio
- Danionella
- Devario
- Engraulicypris
- Esomus
- Horadandia
- Laubuca
- Leptocypris
- Luciosoma
- Malayochela
- Mesobola
- Microdevario
- Microrasbora
- Nematabramis
- Neobola
- Opsaridium
- Opsarius
- Paedocypris
- Pectenocypris
- Raiamas
- Rasbora
- Rasboroides
- Rastrineobola
- Salmophasia
- Securicula
- Sundadanio
- Trigonopoma
- Trigonostigma